# Anna Segal
Anna Segal (ur. 15 sierpnia 1986 w Melbourne) – australijska narciarka dowolna, specjalizująca się w slopestyle’u. W 2011 roku wywalczyła złoty medal podczas mistrzostw świata w Deer Valley. Wyprzedziła tam Kanadyjkę Kayę Turski i Keri Herman z USA. Startowała także na igrzyskach olimpijskich w Soczi w 2014 roku, gdzie zajęła czwarte miejsce. Walkę o brązowy medal przegrała z Kanadyjką Kim Lamarre. W zawodach Pucharu Świata zadebiutowała 15 lutego 2008 roku w Inawashiro, zajmując 12. miejsce w half-pipie. Tym samym już w swoim debiucie zdobyła pierwsze pucharowe punkty. Pierwszy stan na podium zawodów PŚ stanęła 12 stycznia 2013 roku Copper Mountain, zajmując trzecie miejsce w slopestyle’u. Lepsze w tych zawodach okazały się jedynie Keri Herman oraz Dara Howell z Kanady. Najlepsze wyniki w osiągnęła w sezonie 2012/2013, kiedy to zajęła 51. miejsce w klasyfikacji generalnej, a w klasyfikacji slopestyle’u była czwarta. W 2014 roku zakończyła karierę.

## Osiągnięcia

### Igrzyska olimpijskie
| Miejsce | Dzień     | Rok  | Miejscowość | Konkurencja | Zwycięzca   |
| ------- | --------- | ---- | ----------- | ----------- | ----------- |
| 4.      | 11 lutego | 2014 | Soczi       | Slopestyle  | Dara Howell |

### Mistrzostwa świata
| Miejsce | Dzień    | Rok  | Miejscowość | Konkurencja | Zwycięzca |
| ------- | -------- | ---- | ----------- | ----------- | --------- |
| 1.      | 3 lutego | 2011 | Park City   | Slopestyle  | -         |

### Puchar Świata

#### Miejsca w klasyfikacji generalnej
- sezon 2007/2008: 94.
- sezon 2011/2012: 81.
- sezon 2012/2013: 51.
- sezon 2013/2014: 233.

#### Miejsca na podium w zawodach
1. Copper Mountain – 12 stycznia 2013 (slopestyle) – 3. miejsce
2. Silvaplana – 9 lutego 2013 (halfpipe) – 3. miejsce